# Argyranthemum lemsii
Argyranthemum lemsii là một loài thực vật có hoa trong họ Cúc. Loài này được Humphries mô tả khoa học đầu tiên năm 1976.